# Звансгук
Звансгук (нід. Zwaanshoek) — село в нідерландській провінції Північна Голландія. Входить до муніципалітету Гарлеммермер.
Його площа становить 6,52 км², а населення станом на 2021 рік складало 2.040 осіб.